# حماسه قهرمانان
حماسه قهرمانان فیلمی به کارگردانی جمشید حیدری و نویسندگی اسماعیل نامی ساختهٔ سال ۱۳۷۶ است.

## خلاصه داستان
جمعه جمال زهي، با پايان يافتن تحصيلاتش در زمينه علوم ارتباطات و ماهواره هاي مخابراتي، با مدرك دكترا به ايران مي آيد تا در يك عمليات نفوذي در خاك عراق شركت كند. در بدو ورود به كشور، او به سيستان و بلوچستان مي رود تا همسرش صنم را ببيند و براي رفتن به مأموريت خطرناكش، از او و خانواده خود خداحافظي كند. جمعه به دليل محرمانه بودن مأموريت، به خانواده و همسرش درباره جزئيات امر حرفي نمي زند. او به پاكستان مي رود تا به ظاهر از سفارت آمريكا ويزا بگيرد؛ اما در هتل توسط نيروهاي عراقي دستگير مي شود و به عنوان اسير در عراق دعوت به همكاري مي شود. در حالي كه همه چيز طبق برنامه پيش مي رود، جمعه پس از اصرار نيروهاي عراقي به قصد تطميع به آنها جواب مثبت مي دهد. سفر جمعه به پاكستان و حضورش در سفارت آمريكا سبب مي شود اقوام و همسايه هاي خانواده او و صنم، جمعه را خائن بپندارند و از پدر و خواهر جمال بخواهند هرچه زودتر خانه خود را تخليه كنند. به پيشنهاد پدر جمعه، برادر صنم سهراب به سراغ فرمانده جمعه مي رود تا از او براي حل مشكل كمك بخواهد. فرمانده چند تن از افرادش را براي محافظت از خانواده جمعه مي فرستد و پس از تشريح مأموريت، از سهراب نيز براي همراهي گروه در عمليات دعوت مي كند. عمليات براي نجات جمعه كه پايگاه مهم موشكي دشمن را شناسايي كرده و نيز براي انهدام پايگاه آغاز مي شود و افراد خود را با لباس مبدل به پايگاه مي رسانند. جمعه كه به دليل مظنون شدن نيروهاي عراقي و آمريكايي به اعمال و رفتارش در پايگاه چند بار شكنجه شده تا لب به اعتراف بگشايد، با دشواري به نيروهاي خودي ملحق مي شود و عمليات انهدام پايگاه آغاز مي شود. نيروهاي عراقي به مقابله با اين حمله غافلگيرانه مي پردازند و يكي از آنها جمعه را نشانه مي رود. اما سهراب با فداكاري خود را سپر جمعه مي كند و هدف گلوله هاي متعدد دشمن قرار مي گيرد. عمليات با موفقيت به پايان مي رسد و اعضاي گروه بدون سهراب به خاك وطن بازمي گردند.

## بازیگران
- ابوالفضل پورعرب
- حسن جوهرچی
- لیلا بوشهری
- مهدی فقیه
- حبیب دهقان‌نسب
- زهره شفیعی
- منوچهر علیپور
- بهمن دان
- محمدعلی گیرگچ
- رضا مختاری
- رستم فرامرزی
- علی وفادار
- مسعود زبردست
- فرهاد محبت
- مرتضی مرادی
- خسرو ولی زاده
- مسعود منتظری
- محمود علمی
- امید بشکوه
- اسماعیل سیدخلقی
- علی ایرانمنش
- مهرداد متولی
- حمید دهمرده
- محمد قلع جهی
- حمید سلطانیان
- محمدرضا جان نثار
- محمد مهدی پور
- غلامرضا اصغری
- مظفر جرجندی
- عرب
- محمد کمیلی
- بیژن پرآهویی
- علی پروین